# Janagida Hideaki
Janagida Hideaki  (柳田 英明; Hepburn: Yanagida Hideaki; 1947. január 1. –) világ- és olimpiai bajnok japán birkózó. Az 1972. évi nyári olimpiai játékokon harmatsúlyban aranyérmes volt. Az 1970. évi Ázsia-játékokon, az 1970. és 1971. évi birkózó-világbajnokságon is győzedelmeskedett.

## Pályafutása
Úgy érezte, túl nagy nyomás nehezedett rá az 1972-es olimpián, ami gyors kiégéshez vezetett. Az olimpia után visszavonult a versenyzéstől, 1973 és 1976 között a japán nemzeti birkózócsapatot edzette, majd szülővárosában a családi italboltban dolgozott. 1983-ban felkérték a dél-koreai birkózó-válogatott edzőjének, az 1988-as olimpiára készítette fel őket. 1993 óta szülővárosában edző.  Többek között ő javasolta a későbbi olimpiai bajnok Szató Micurunek, hogy a Nippon Sporttudományi Egyetemet válassza.

### Olimpiai szereplése
| 1. forduló                 | 2. forduló                        | 3. forduló                                | 4. forduló                  | 5. forduló              | 6. forduló                 | 7. forduló                  | Döntő                                         | Helyezés |
| Ellenfél Eredmény          | Ellenfél Eredmény                 | Ellenfél Eredmény                         | Ellenfél Eredmény           | Ellenfél Eredmény       | Ellenfél Eredmény          | Ellenfél Eredmény           | Ellenfél Eredmény                             | Helyezés |
| -------------------------- | --------------------------------- | ----------------------------------------- | --------------------------- | ----------------------- | -------------------------- | --------------------------- | --------------------------------------------- | -------- |
| Ernst Hack (AUT) · 0.5-3.5 | Zbigniew Żedzicki (POL) · 0.5-3.5 | An Dzsevon (An Jae-won) (KOR) · kétvállas | Richard Sanders (USA) · 1-3 | Ivan Shavov (BUL) · 1-3 | Ramezan Kheder (IRI) · 1-3 | Prem Nath (IND) · kétvállas | Hozott eredmény · Richard Sanders (USA) · 1-3 |          |